# 霞飞广场

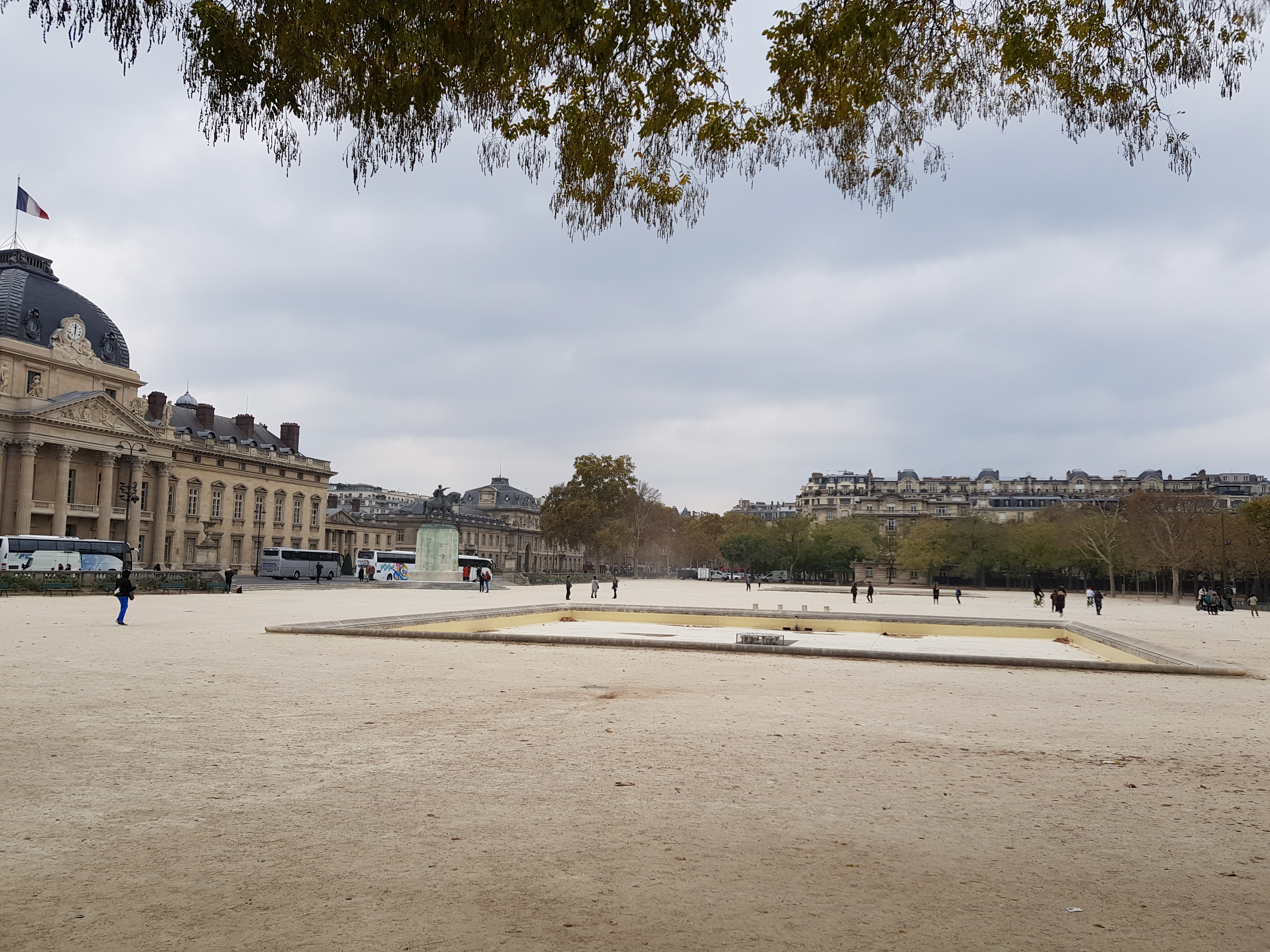

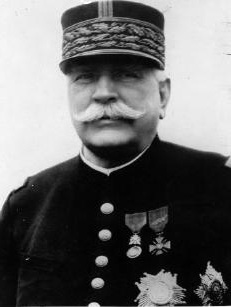

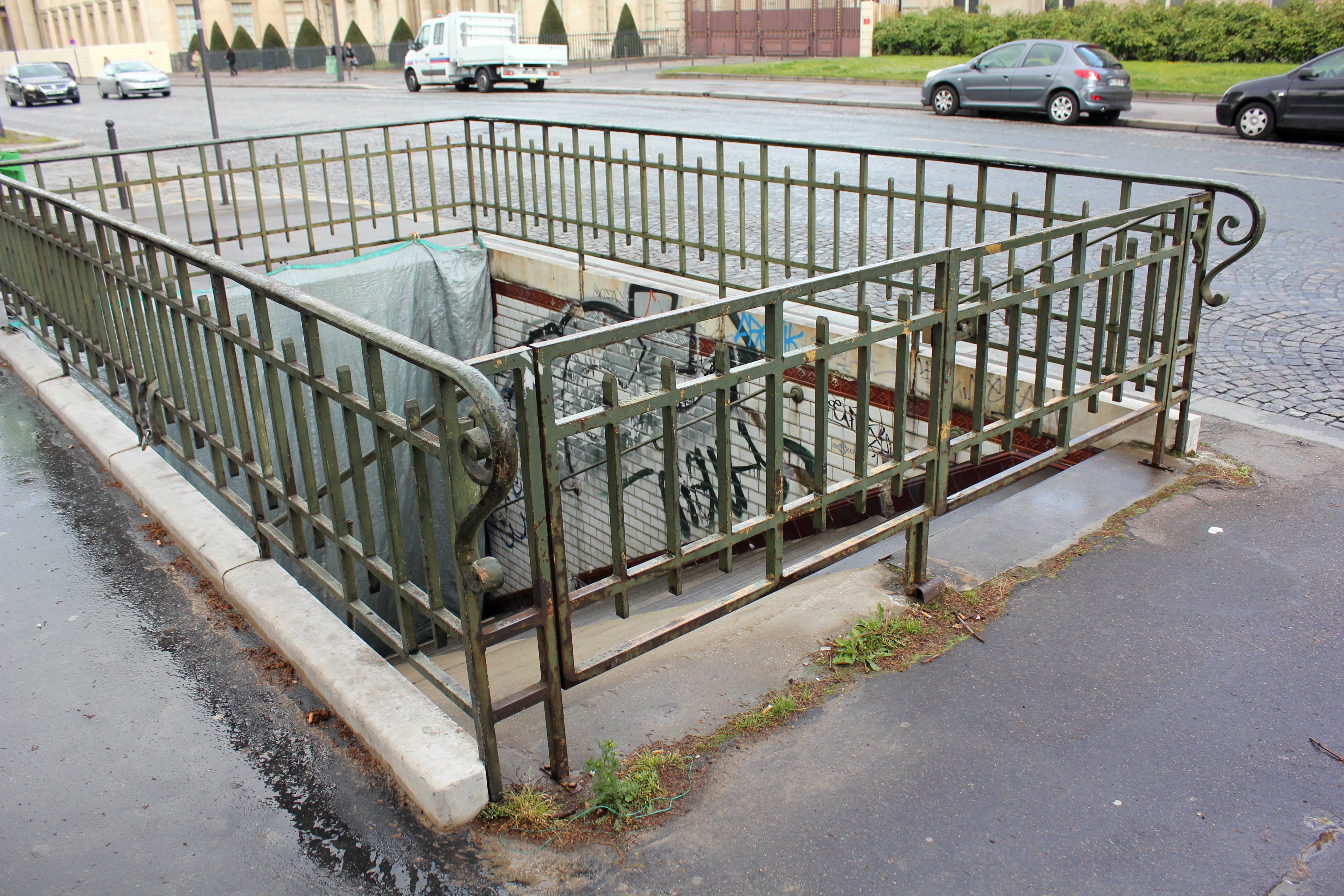

霞飞广场（Place Joffre）是巴黎第七区的一个广场。位于军事学校（École militaire）与战神广场（Champ-de-Mars）之间，东侧是Avenue Duquesne 和 avenue de La Bourdonnais ，西侧是Avenue de Suffren 和 carrefour Général-Jacques-Pâris-de-Bollardière。长450米，宽70米。 

## 名称
霞飞广场得名于法国元帅約瑟夫·霞飛 (Joseph Joffre，1852-1931)，在1914年第一次马恩河战役时命名。 

## 建筑
广场中间有一尊霞飞元帅的雕像，立于1939年。